# فرنوغراتش (فليكا كلادوشا)
فرنوغراتش (السيريلية : Врнограч) هي قرية في البوسنة والهرسك. وهي تقع في بلدية فليكا كلادوشا التابعة لكانتون يونا-سانا في اتحاد البوسنة والهرسك. طبقا لنتائج التعداد السكاني للبوسنة عام 2013، فقد كان عدد سكانها 886 نسمة.
فيها قلعة فرنوغراتش، والتي يعود تاريخها إلى العصور الوسطى، وهي مدرجة على قائمة الآثار الوطنية للبوسنة والهرسك.

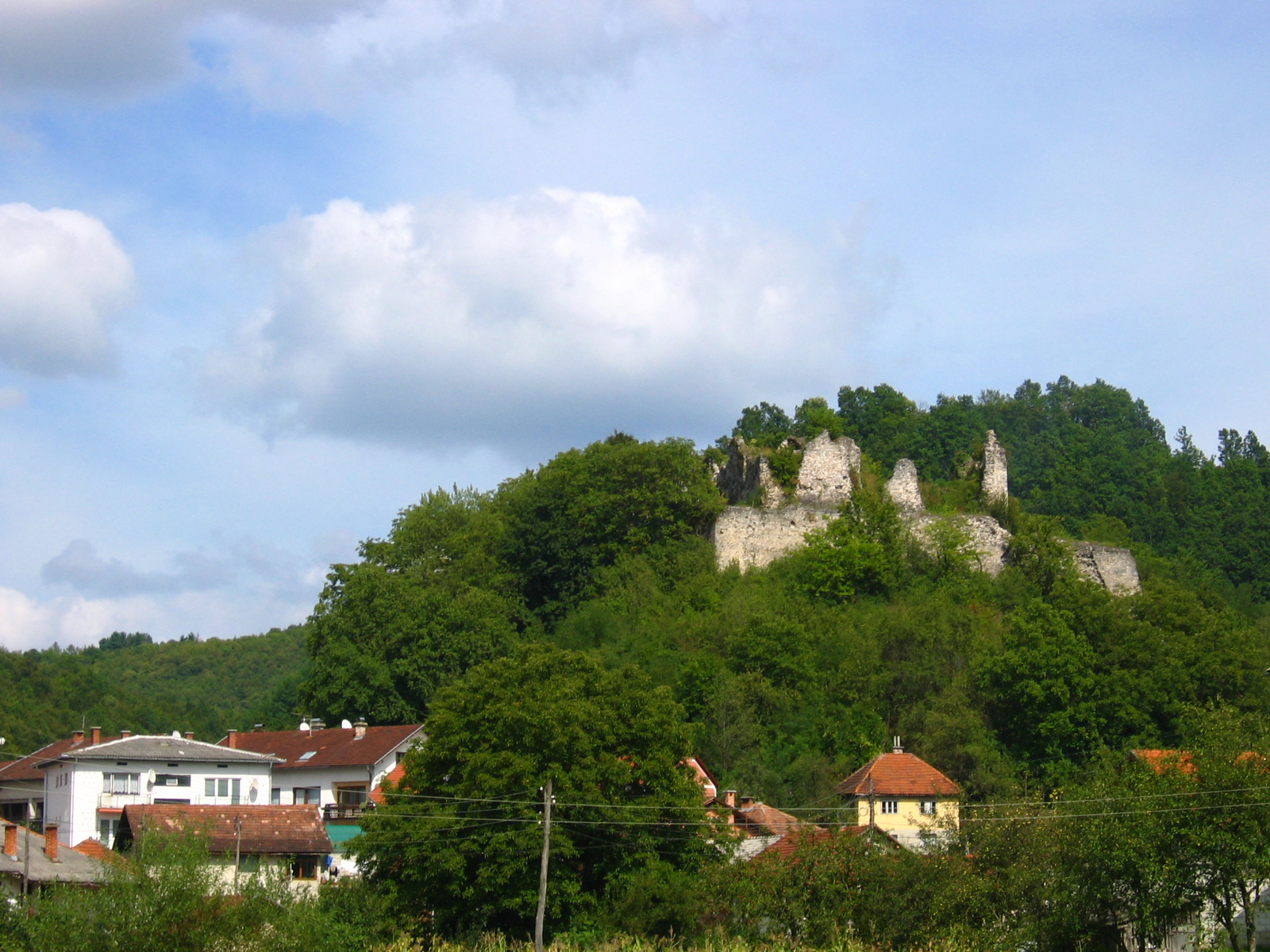
إطلالة على قلعة فرنوغراتش

## التركيبة السكانية

### التطور التاريخي للسكان
| السنة  | 1961 | 1971 | 1981 | 1991 | 2013 |
| ------ | ---- | ---- | ---- | ---- | ---- |
| السكان | 518  | 620  | 959  | 1201 | 886  |

### توزيع السكان حسب الجنسية (1991)

#### المجتمع المحلي
في عام 1991، المجتمع المحلي في فرنوغراتش كان 1,773 نسمة موزعة على النحو التالي:

## وصلات خارجية
- (بالإنجليزية) Maplandia